# Васевич, Ян
Ян Кароль Васевич (пол. Jan Karol Wasiewicz; 6 января 1911, Львов, Королевство Галиции и Лодомерии, Австро-Венгрия — 9 ноября 1976, Кильмес, Буэнос-Айрес) — польский футболист, полузащитник.

## Биография
Начинал карьеру во львовском клубе РКС, в 1929—1932 годах выступал за львовскую «Лехию». В 1931 году дебютировал в элитном дивизионе Польши, провёл все 22 матча. В 1933—1939 годах выступал за львовскую «Погонь», провёл 102 матча и забил три гола. Дважды вице-чемпион Польши. За сборную Польши дебютировал 15 сентября 1935 года в игре против Германии в Бреслау (0:1). Участник олимпийского турнира 1936 года в Берлине (сыграл 3 матча, Польша заняла 4-е место). Участник чемпионата мира в Италии 1938 года (игрок резерва). Последний матч провёл 22 мая 1938 года, забил свой первый и последний гол в ворота Ирландии (итоговая победа 6:0).
В годы Второй мировой войны Васевич участвовал в обороне Польши, после разгрома польской армии ушёл через Венгрию и Францию в Великобританию. Проходил службу в 1-й бронетанковой дивизии Войска Польского на Западе под командованием генерала Станислава Мачека, участник сражений в Бельгии, Франции и Нидерландах. Награждён крестом Ордена Леопольда I. В 1943—1944 годах выступал за шотландский клуб «Хиберниан». До 1946 года служил в британской зоне оккупации Германии. Подпоручик.
В Польшу Васевич не вернулся и в 1949 году осел в Аргентине, где и провёл остаток жизни.

## Достижения
- Вице-чемпион Польши (2): 1933, 1935

## Все матчи за сборную
| №                   | Дата и место              | Хозяева   | Счёт  | Гости          | Голы |
| ------------------- | ------------------------- | --------- | ----- | -------------- | ---- |
| 1                   | 15 сентября 1935 Бреслау  | Германия  | 1 : 0 | Польша         |      |
| 2                   | 6 октября 1935 Варшава    | Польша    | 1 : 0 | Австрия        |      |
| 3                   | 3 ноября 1935 Бухарест    | Румыния   | 4 : 1 | Польша         |      |
| 4                   | 6 сентября 1936 Белград   | Югославия | 9 : 3 | Польша         |      |
| 5                   | 13 сентября 1936 Варшава  | Польша    | 1 : 1 | Германия       |      |
| 6                   | 4 октября 1936 Копенгаген | Дания     | 2 : 1 | Польша         |      |
| 7                   | 23 июня 1937 Варшава      | Польша    | 3 : 1 | Швеция         |      |
| 8                   | 4 июля 1937 Лодзь         | Польша    | 2 : 4 | Румыния        |      |
| 9                   | 12 сентября 1937 София    | Болгария  | 3 : 3 | Польша         |      |
| 10                  | 10 октября 1937 Катовице  | Польша    | 2 : 1 | Латвия         |      |
| 11                  | 22 мая 1938 Варшава       | Польша    | 6 : 0 | Ирландия       | 12′  |
| Олимпийская сборная |                           |           |       |                |      |
| 1                   | 5 августа 1936 Берлин     | Польша    | 3 : 0 | Венгрия        |      |
| 2                   | 8 августа 1936 Берлин     | Польша    | 5 : 4 | Великобритания |      |
| 3                   | 11 августа 1936 Берлин    | Польша    | 1 : 3 | Австрия        |      |